# 이철 (1948년)
이철(李哲, 1948년 3월 18일 ~ )은 대한민국의 정치인이다. 제12·13·14대 국회의원을 지냈다.

## 생애
경기고등학교를 졸업하고 서울대학교 사회학과 재학 중 학생운동에 참여하였다가 민청학련 사건으로 사형선고를 받은 바 있다.
1985년 신한민주당 공천으로 서울 성북구 선거구에 출마하여 제12대 국회의원에 당선됨으로써, "신한민주당 돌풍"의 주역이 되었다. 1987년에는 김영삼, 김대중 양김씨의 야권 후보 단일화를 요구하는 데 앞장섰고, 1988년 통일민주당과 평화민주당 양쪽의 공천을 모두 받지 않고 무소속으로 출마하여 제13대 국회의원에 재선되었다. 3당 합당 이후 이기택, 노무현 등의 통일민주당 잔류파에 합류하여 민주당을 창당하였고, 1992년 제14대 국회의원에 당선되었다.
1996년 김대중의 새정치국민회의 창당에 반대하여 민주당에 잔류하였고, 제15대 국회의원 선거에서는 낙선하였다. 이후 노무현 등과 함께 국민통합추진회의(통추)에서 활동하다가 1997년 제15대 대통령 선거를 앞두고 신한국당과 민주당의 합당에 참여하여 한나라당 소속이 되었다.
이후 한 때 한나라당이 재보궐 선거를 치를 때 유세현장에 동참하였으나, 2000년 총선을 앞두고 자신의 성향과 맞지 않는다는 이유로 한나라당을 탈당해 정계를 떠났다. 그러나 2002년 제16대 대통령 선거 때 정몽준의 국민통합21에 참여하면서 정계에 복귀하였고, 이후 2004년 제17대 국회의원 총선거에서 열린우리당 공천으로 정형근에 맞서 부산 북구·강서구 갑 선거구에 출마했으나 낙선하였다.
2005년 6월 30일부터 2008년 1월 21일까지 한국철도공사 2대 사장을 역임하였다.

## 학력
- 합성국민학교 전학
- 명륜국민학교 졸업
- 부산중학교 졸업
- 경기고등학교 졸업
- 서울대학교 문리과대학 문학부 사회학 학사

## 역대 선거 결과
|  | 40.55% |

|  | 31.15% |

|  | 49.70% |

|  | 31.82% |

|  | 43.43% |

## 소속 정당
| 소속 정당 | 소속 정당  | 소속 기간 | 비고           |
| --------- | ---------- | --------- | -------------- |
|           | 신한민주당 | 1985~1987 | 창당 정계 입문 |
|           | 무소속     | 1987      | 합당           |
|           | 통일민주당 | 1987      | 창당           |
|           | 무소속     | 1987~1990 | 탈당           |
|           | 민주당     | 1990~1991 | 창당           |
|           | 민주당     | 1991~1995 | 합당           |
|           | 통합민주당 | 1995~1996 | 합당           |
|           | 민주당     | 1996~1997 | 당명 변경      |
|           | 한나라당   | 1997~2000 | 합당           |
|           | 무소속     | 2000~2002 | 탈당 정계 은퇴 |
|           | 국민통합21 | 2002      | 창당 정계 복귀 |
|           | 무소속     | 2002~2003 | 탈당           |
|           | 열린우리당 | 2003~2005 | 창당           |
|           | 무소속     | 2005~현재 | 탈당 정계 은퇴 |

## 같이 보기
- 민청학련 사건
- 성북구 (1973년 선거구)
- 성북구 갑
- 서울 성북구의 국회의원